# Pol-e Sefīd
Pol-e Sefīd (persiska: پل سفيد) är en kommunhuvudort i Iran.   Den ligger i provinsen Mazandaran, i den norra delen av landet, 150 km öster om huvudstaden Teheran. Pol-e Sefīd ligger 560 meter över havet och antalet invånare är 8 473.
Terrängen runt Pol-e Sefīd är kuperad norrut, men söderut är den bergig. Pol-e Sefīd ligger nere i en dal. Runt Pol-e Sefīd är det ganska glesbefolkat, med 34 invånare per kvadratkilometer. Pol-e Sefīd är det största samhället i trakten. I omgivningarna runt Pol-e Sefīd växer i huvudsak blandskog.